# Onaiwu Ado
Onaiwu Adō (オナイウ 阿道 (Onaiwu A-Đạo) Onaiu Adō, sinh ngày 8 tháng 11 năm 1995) là một cầu thủ bóng đá người Nhật Bản gốc Nigeria,thi đấu ở vị trí tiền đạo cho câu lạc bộ Toulouse và đội tuyển quốc gia Nhật Bản.

## Đời tư
Bố của anh là người Nigeria còn mẹ anh là người Nhật, em trai Onaiwu George đang thi đấu cho đội Vegalta Sendai.

## Thống kê sự nghiệp

### Câu lạc bộ
Tính đến 25 tháng 2 năm 2019
| Câu lạc bộ          | Mùa giải            | Giải vô địch        | Giải vô địch | Giải vô địch | Cúp     | Cúp       | Cúp Liên đoàn | Cúp Liên đoàn | Châu lục | Châu lục  | Khác    | Khác      | Tổng    | Tổng      |
| Câu lạc bộ          | Mùa giải            | Hạng đấu            | Số trận      | Bàn thắng    | Số trận | Bàn thắng | Số trận       | Bàn thắng     | Số trận  | Bàn thắng | Số trận | Bàn thắng | Số trận | Bàn thắng |
| ------------------- | ------------------- | ------------------- | ------------ | ------------ | ------- | --------- | ------------- | ------------- | -------- | --------- | ------- | --------- | ------- | --------- |
| JEF United Chiba    | 2014                | J2 League           | 6            | 1            | 2       | 1         | —             | —             | —        | —         | —       | —         | 8       | 2         |
| J. League U-22      | 2014                | J3 League           | 2            | 0            | —       | —         | —             | —             | —        | —         | —       | —         | 2       | 0         |
| JEF United Chiba    | 2015                | J2 League           | 33           | 3            | 2       | 0         | —             | —             | —        | —         | —       | —         | 35      | 3         |
| JEF United Chiba    | 2016                | J2 League           | 23           | 6            | 1       | 0         | —             | —             | —        | —         | —       | —         | 24      | 6         |
| Urawa Red Diamonds  | 2017                | J1 League           | 1            | 0            | 3       | 1         | 0             | 0             | 2        | 0         | 1       | 0         | 7       | 1         |
| Renofa Yamaguchi    | 2018                | J2 League           | 42           | 22           | 2       | 0         | —             | —             | —        | —         | —       | —         | 44      | 22        |
| Tổng cộng sự nghiệp | Tổng cộng sự nghiệp | Tổng cộng sự nghiệp | 107          | 32           | 10      | 2         | 0             | 0             | 2        | 0         | 1       | 0         | 120     | 34        |

1. ↑  Bao gồm Cúp Hoàng đế Nhật Bản
2. ↑  Bao gồm J.League Cup
3. ↑  Bao gồm Giải vô địch bóng đá các câu lạc bộ châu Á
4. ↑  Bao gồm Siêu cúp Nhật Bản, Giải bóng đá vô địch Suruga Bank và Giải bóng đá Cúp câu lạc bộ thế giới

## Bàn thắng quốc tế
| #  | Ngày                | Địa điểm                                      | Đối thủ    | Bàn thắng | Kết quả | Giải đấu                 |
| -- | ------------------- | --------------------------------------------- | ---------- | --------- | ------- | ------------------------ |
| 1. | 15 tháng 6 năm 2021 | Sân vận động Panasonic Suita, Suita, Nhật Bản | Kyrgyzstan | 1–0       | 5–1     | Vòng loại World Cup 2022 |
| 2. | 15 tháng 6 năm 2021 | Sân vận động Panasonic Suita, Suita, Nhật Bản | Kyrgyzstan | 2–0       | 5–1     | Vòng loại World Cup 2022 |
| 3. | 15 tháng 6 năm 2021 | Sân vận động Panasonic Suita, Suita, Nhật Bản | Kyrgyzstan | 3–0       | 5–1     | Vòng loại World Cup 2022 |

## Danh hiệu

### Quốc tế
U-23 Nhật Bản
- Giải vô địch bóng đá U-23 châu Á: 2016